# Hendiadys

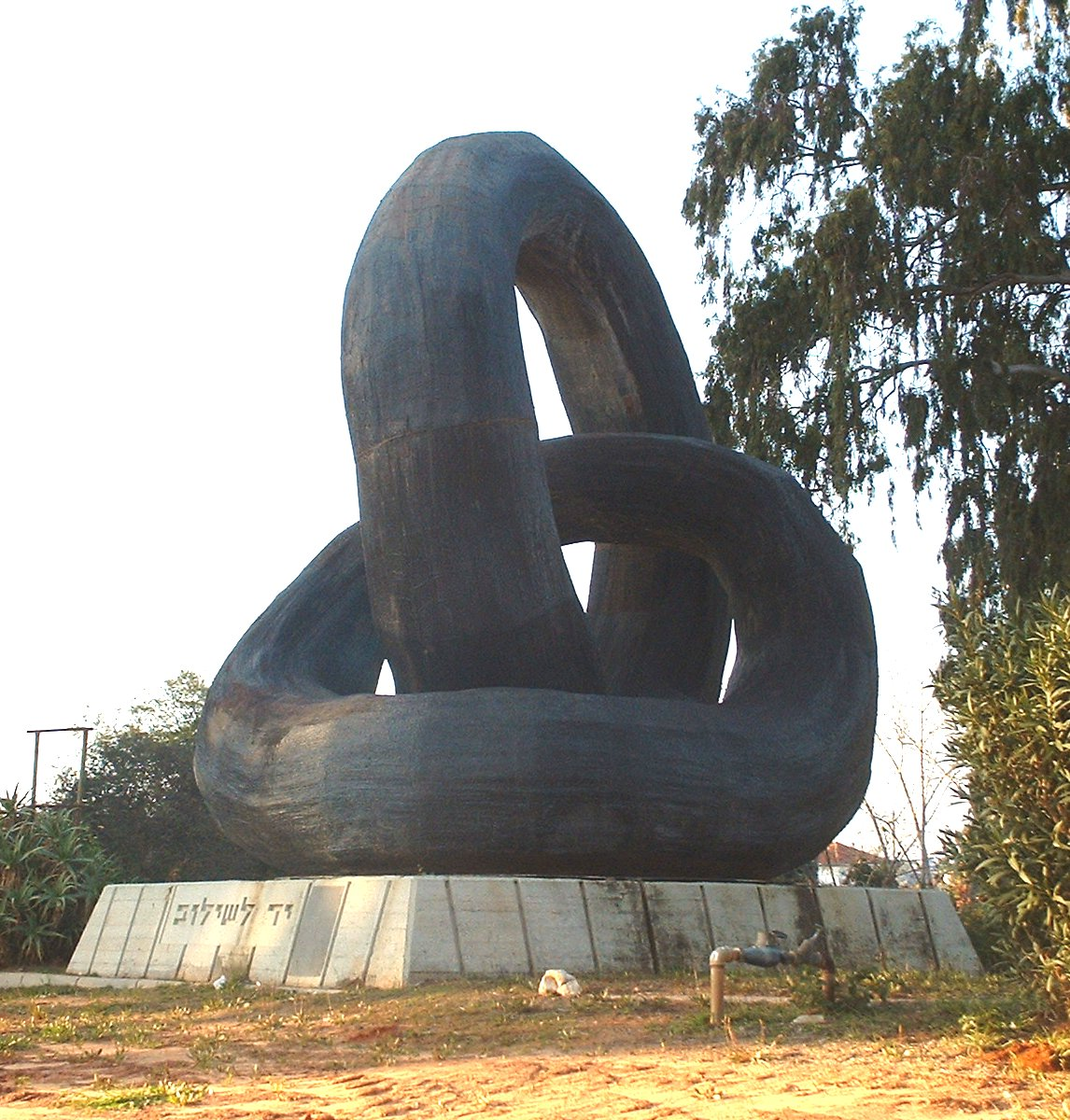
Séparés mais associés

L’hendiadys, hendiadyn, hendiadyin ou hendiadyoïn (n.m., de l'expression grecque ἓν διὰ δυοῖν / hèn dià duoîn, « un en deux ») est une figure de rhétorique qui consiste à remplacer la subordination ou la détermination qui solidarise deux mots, par une relation de coordination ou toute autre dissociation syntaxique. Il se rencontre le plus souvent avec le remplacement de deux mots inclusifs, ou d’un substantif et son épithète, par deux substantifs coordonnés.

## Étymologie
Les diverses graphies viennent de la forme du duel grec : « δυοῖν ». Et ce mot vient de la locution grecque « ἓν διὰ δυοῖν » (hèn dià duoîn) qui signifie « un au moyen de deux ».

## La figure
L’hendiadys régit un rapport de contiguïté ou d’inclusion et sert généralement dans le langage actuel à ralentir une expression de la pensée en dissociant une même chose sous deux aspects bien distincts. Il permet d’étirer le sens de cette expression qu’une association de mots rendrait trop concentrée, trop immédiate. Molinié la classe parmi les figures microstructurales, celles attachées aux mots stricts employés.
Cette figure, qui se rencontre fréquemment dans des textes assez anciens, est longtemps passée inaperçue. Elle apparaît abondamment et naturellement chez les Grecs et les Latins. « L’hendiadys consiste à coordonner grammaticalement deux noms dont l’un devrait être logiquement subordonné à l’autre parce que exprimant deux aspects d’une même notion ».
Elle est ignorée par Pierre Fontanier, comme des traités de rhétorique et des dictionnaires français jusqu’à l’orée du XXe siècle : en 1902, selon le Trésor de la Langue française. Elle nous viendrait peut-être de la philologie allemande ou anglaise, d’après Kliebenstein et Berthier[réf. non conforme].

## Un procédé des langues anciennes
Elle apparaît une figure typique de la syntaxe latine, et Virgile, qui déclare au début de l’Énéide « arma virumque cano » (« Je chante les faits d’armes [et le] de ce héros »), en a fréquemment usé.
Exemple canonique
« Magnis pollicitationibus atque praemiis »
(Par des promesses [et] de grandes récompenses)

### Citations
« Tum Danai, gemitu atque ereptae virginis ira… (Dans un cri [et] de colère…) »

— Virgile, Énéide (II, 413)

« Peto auxilium et vestras manus (J'ai besoin de l'aide [et] de vos mains) »

— Cicéron, Les Tusculanes (II, 37-41)

« Cultu atque humanitate (Par le développement [et] d'une vie civilisée) »

— Jules César, Commentaires sur la Guerre des Gaules

« Τῇ τάξει καὶ τῇ ἀπολογίᾳ (L'ordre [et] des arguments) »

— Démosthène, Sur la couronne

## Utilisation de l’hendiadyoïn

### Emplois modernes
« J’ai connu cet homme et sa probité »
Henri Morier indique dans son exemple que la phrase remplace : « j’ai connu la probité  de cet homme », la qualité ayant pris alors du poids, substantivée par la coordination. Cette figure exprime une expérience : l’on a connu un homme et sa fréquentation a permis de reconnaître sa probité. Ce qui peut se traduire par « J’ai bien connu cet homme et j’ai pu m’apercevoir qu’il était honnête. »
Morier fournit un second exemple :
« L’oiseau s’élance à travers l’espace et la limpidité »
l’hendiadyoïn dissocie encore l’effet en deux temps: d’abord l’oiseau prenant son essor dans le ciel, dont on remarque, alors, les yeux levés, la clarté et la limpidité.
« L’enfant en rentrant dut subir son père et ses réprimandes »
le fait de séparer les termes a, de même, l'effet de répartir le récit en deux tableaux : d’abord affronter le père au visage sévère, ensuite entendre la réprimande.

« un temple rempli de voix et de prières »

— Alphonse de Lamartine, Harmonies,(I,1)
le son résonnant des voix à l’unisson qu’on entend de loin est perçu bien avant de distinguer les paroles.

### Hendiadys ethyperbate
« Il n’est cependant pas toujours facile d’identifier cette figure et la part d’interprétation subjective est grande dans ce domaine ». Certaines figures oscillent, en effet, entre hendiadys et hyperbate.
Tandis que l’hendiadys éclaire une idée sous deux angles, l’hyperbate ajoute une idée adjacente à une idée précédente pour l’amplifier ou en élargir la vision :

« Les armes au matin sont belles et la mer. »

— Saint-John Perse, Anabase
Exemples litigieux
Avez-vous quelquefois, calme et silencieux,

Monté sur la montagne, en présence des cieux ?

Était-ce aux bords du Sund ? aux côtes de Bretagne ?

Aviez-vous l'océan au pied de la montagne ?

Et là, penché sur l'onde et sur l'immensité,

Calme et silencieux, avez-vous écouté ?
Victor Hugo [Ce qu’on entend sur la montagne (Les Feuilles d’automne]
la figure porte sur le détachement des deux mots « onde et immensité ». À traduire par « l’immensité de l’onde », si c’est un hendiadys. Mais le poète nous fait comprendre davantage car cette « immensité » apparaît rapidement « plus importante » que celle de « l’eau ». L’hyperbate n’est donc pas exclue puisqu’à partir de sa vision en altitude, le poète a donné tout de suite au décor une dimension grandiose en l’élargissant à la montagne, à l’océan, aux cieux. Il tourne sa pensée vers une méditation profonde (écouter), voire métaphysique, qui embrasse tout l’univers, gardant l’esprit recueilli, « calme et silencieux ».
Expression de Stendhal:
« Si Dieu existait, et bon »
à partir de la collocation « Bon Dieu », Berthier et Bordas discernent ici « une dissociation proche de l’hendiadys ». De fait, si l’on part de ce syntagme usuel formulé en forme d’inclusion, l’expression stendhalienne tiendrait plutôt de l’hendiadys ; mais, à première lecture, on pense à l’élargissement d’une hyperbate : Dieu ne doit pas se contenter d’exister mais il se doit aussi d’être bon.

### Hendiadyoïn etmétonymie
« La terre avait, parmi ses hymnes d'innocence, 

Un étourdissement de sève et de croissance »

— Victor Hugo, Le sacre de la Femme)
dans cet exemple, avec le mot « étourdissement » qui rallie les deux termes suivants, l’hendiadyoïn joue à plein son rôle classique: le poète obtient une concision frappante par ellipse : la sève qui monte et qui permet la croissance.
L’emploi de l’hendiadyn décrit parfois avec pertinence un état psychologique :

« Il fut le maître de mon cœur et de moi. »

— Stendhal, Chroniques
il n’y a pas réelle contiguïté ou inclusion entre « cœur » et « moi » puisque l'un des vocables est placé sur le plan figuré : le cœur est ici le siège de la passion, laquelle aliène bientôt la personne physiologique tout entière (la « cristallisation » stendhalienne, en quelque sorte).
L’hendiadyn impose tout autant une progression psychique, comme dans l’exemple suivant :

« Bianca trouva l’ambition et ses fureurs »

— Stendhal, Histoire de la peinture
le désir de parvenir à quelque chose de grand ; puis, au fur et à mesure, l'exaltation que la réussite engendrera.

### Hendiadyn etsynecdoque
Le type de relation « du tout et d’une partie » est de nature descriptive et consiste parfois en un retour sur un détail pittoresque.

« Monsieur le docteur et sa bosse. »

— Stendhal, Lamiel

« Le Tasse, dont les contemporains croyaient fermement à Lucifer et à ses cornes... »

— Stendhal, Chroniques